# Ghiacciaio Good
Il Ghiacciaio Good  (in lingua inglese: Good Glacier) è un vasto ghiacciaio antartico che fluisce tra il Monte Brennan e il Monte Waterman scorrendo in direzione nordorientale. Si origina dalle pendici orientali dell'Hughes Range, catena montuosa che fa parte dei Monti della Regina Maud, in Antartide. Il ghiacciaio va a terminare il suo percorso nella Barriera di Ross, a est del Monte Reinhardt.
Il ghiacciaio fu scoperto dall'United States Antarctic Service durante il Volo C del 29 febbraio-1 marzo 1940. La denominazione fu assegnata dall'Advisory Committee on Antarctic Names (US-ACAN), su raccomandazione del retroammiraglio Richard Evelyn Byrd in onore del viceammiraglio Roscoe F. Good (1897-1973), della U.S. Navy, che aveva fornito assistenza e supporto per l'Operazione Highjump del 1946-47.